# Jean Capelle
Jean Capelle (Ougrée, 26 oktober 1913 - Luik, 20 februari 1977) was een Belgisch voetballer. Vanaf het seizoen 1929-1930 speelde hij als aanvaller voor Standard Luik. In 1931 debuteerde hij voor de Belgische nationale ploeg op een leeftijd van 17 jaar. Zo werd hij een van de jongste Rode Duivels ooit.
Capelle wist in zijn profcarrière 252 keer te scoren in 267 wedstrijden voor Standard.

## Statistieken
- Top 5 jongste Rode Duivels (17 jaar en 153 dagen)
- Topscoorder van Standard Luik aller tijden
- Internationale caps: 34 (19 goals)
- Eerste cap op 29 maart 1931 tegen Nederland
- Laatste cap op 18 mei 1939 tegen Frankrijk